# Höttinger Bild

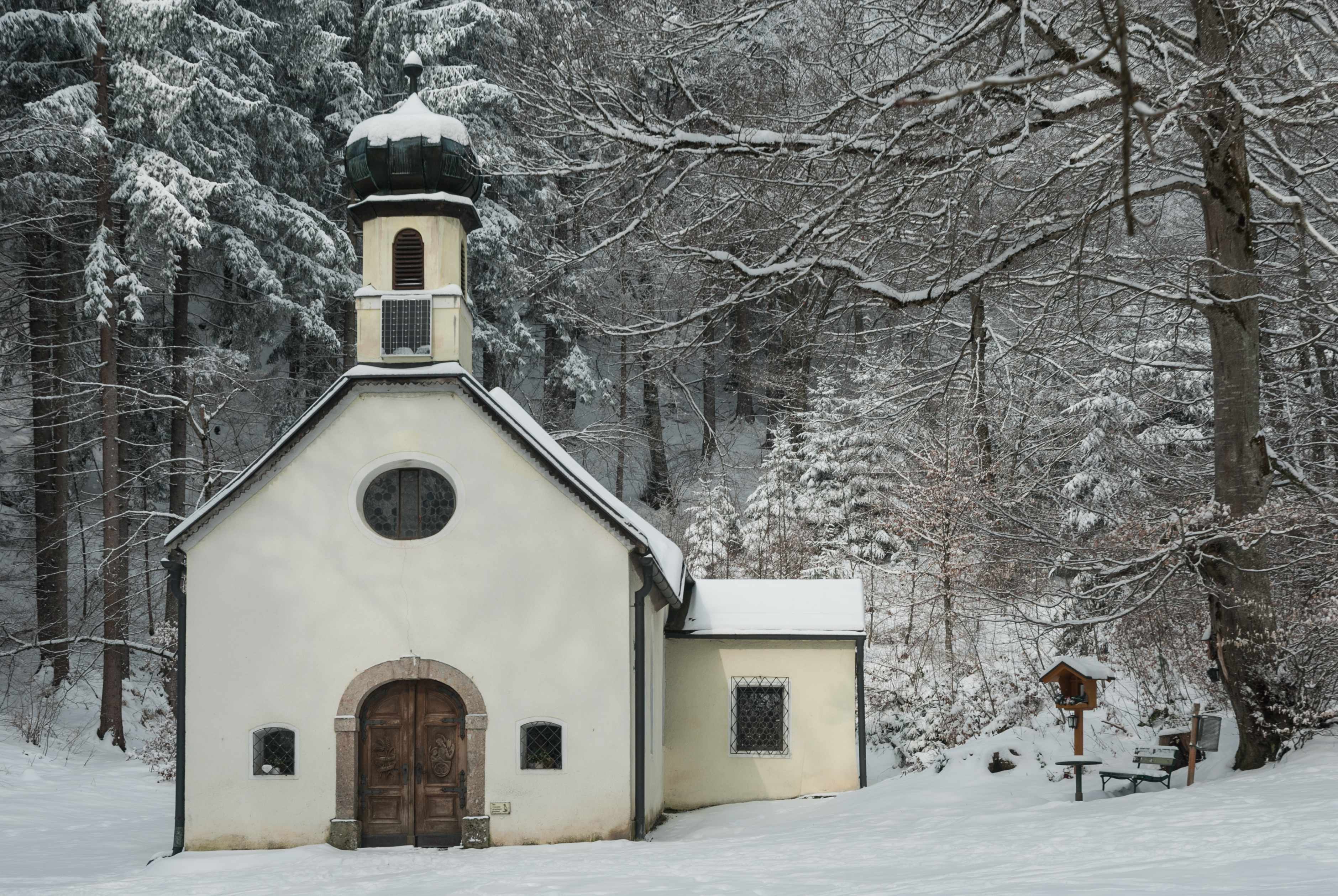
Das Höttinger Bild

Das Höttinger Bild ist eine Wallfahrtskapelle oberhalb von Innsbruck und ein traditioneller Pilgerort für Studenten.

## Lage
Das Höttinger Bild liegt am Abhang der Nordkette auf 905 m ü. A. und ist von Wald umgeben. Die Kapelle ist auf Wanderwegen vom Höttinger Dorfkern durch den Höttinger Graben, von Sadrach über den Planötzenhof und von der Hungerburg über den Gramartboden zu erreichen. Vom Planötzenhof führen Kreuzwegstationen zur Kapelle. Neben der Kapelle stehen eine Kreuzigungsgruppe aus dem 18. Jahrhundert und ein Freialtar. Als Höttinger Bild wird auch die Gegend nördlich der Kapelle mit sieben Hausnummern bezeichnet.

## Geschichte
Nach der Legende brachte im Jahr 1675 der Student Franz Anton Peier ein Muttergottesbild in den Wald oberhalb von Hötting und befestigte es an einer Lärche. Er besuchte den Ort häufig und bat Maria um Hilfe bei seinen Prüfungen. Als er erhört wurde, pilgerten auch andere Studenten hierher und das Bild, ein Kupferstich des Gnadenbildes von Maria Waldrast, erhielt den Namen „Maria der Studenten Zuflucht“.
1705 wurde eine einfache Holzkapelle errichtet, die 1774 durch eine gemauerte Kapelle ersetzt wurde. 1786 wurde sie unter Joseph II. gesperrt und sollte abgebrochen werden. Sie blieb jedoch erhalten und wurde 1794, nach dem Tod Josephs II., neu gestaltet und erweitert. Das Gnadenbild wurde bis zur Renovierung der Kapelle 1886 in der Höttinger Pfarrkirche aufbewahrt.
Das Höttinger Bild ist ein traditioneller Wallfahrtsort für Studenten in Prüfungsnöten, wird aber auch von anderen Gruppen aufgesucht. So gelobten elf Bäckermeister am 14. Juli 1721 eine Wallfahrt, die seitdem jedes Jahr am 26. Oktober stattfindet.

## Beschreibung

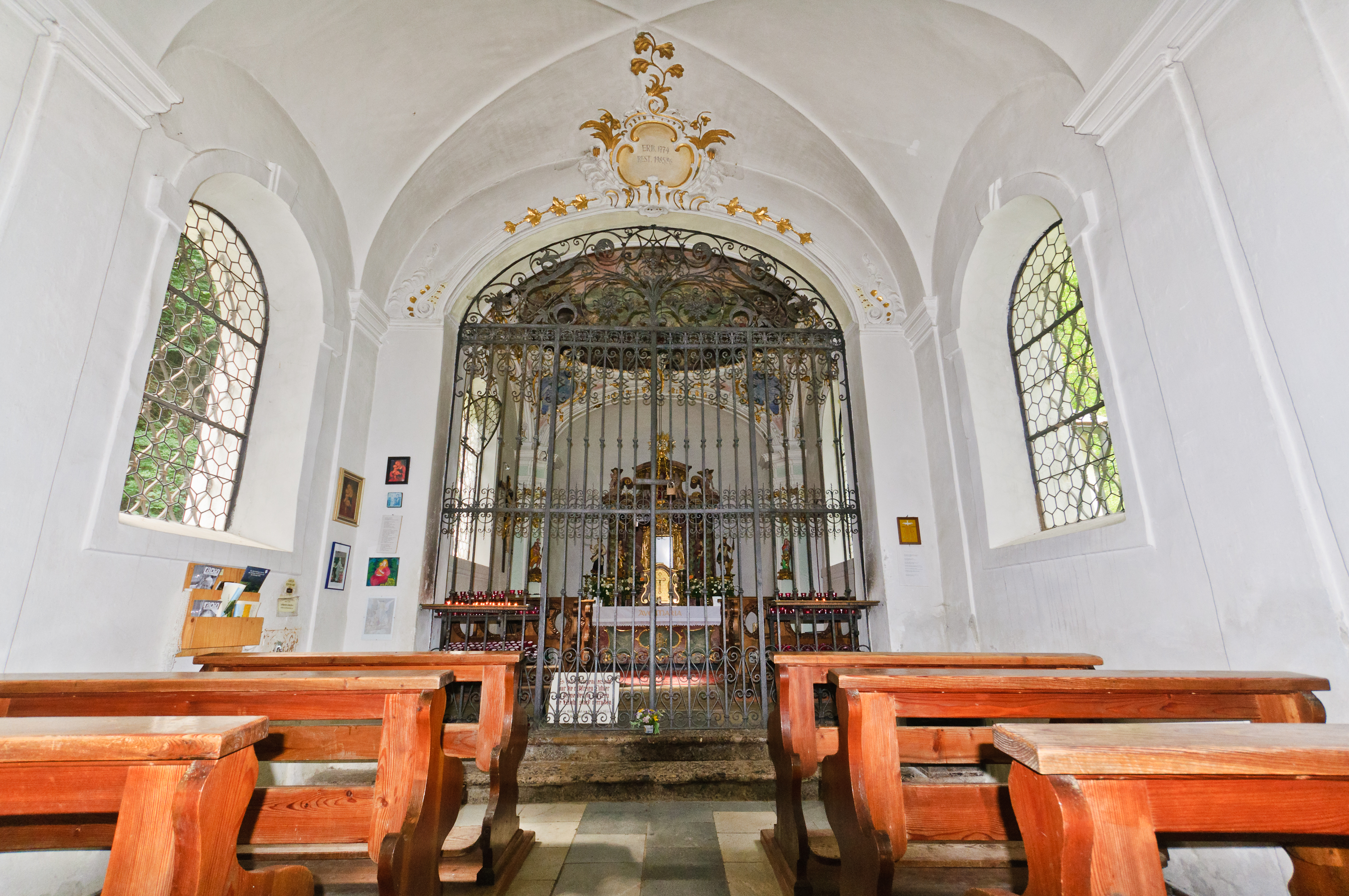
Innenansicht der Kapelle

Die Mariä Heimsuchung geweihte Kapelle ist ein zweijochiger, kreuzgewölbter Raum mit Satteldach und einem Dachreiter über der Fassade. Das Rundbogenportal und die gleichartigen Fenster sind von einem Rahmen aus Höttinger Breccie umgeben. Die Türflügel mit Reliefs von Ähren und dem Wappen der Bäckerinnung stammen von Franz Roilo.
Der erhöhte Chor ist mit einem Fresko mit der Darstellung der Gründungslegende sowie Grisaille-Kartuschen und Rokokostuck von Franz Altmutter von 1794 geschmückt. Der Barockaltar wurde im selben Jahr von Michael Egger geschaffen. Zwischen zwei gedrehten Säulen auf jeder Seite befindet sich das Gnadenbild in einem goldgefassten Rahmen. Der Altar wird flankiert von Statuen der hll. Notburga und Isidor, im Aufsatz befindet sich eine Büste Gottvaters. Die Kapelle steht unter Denkmalschutz.